# Östersunds gamla kyrka
Östersunds gamla kyrka eller Gamla kyrkan är en kyrkobyggnad som ligger i stadsdelen Staden i centrala Östersund, ungefär 800 meter norr om Stora kyrkan. Kyrkan tillhör Östersunds församling i Härnösands stift.

## Kyrkobyggnaden
En provisorisk gudstjänstlokal togs i bruk på långfredagen 1794. Ritningar till en träkyrka fastslogs 1833. 1834 påbörjades bygget och 1839 togs kyrkan i bruk. Invigningen ägde rum nyårsdagen 1846. Kyrkan var från början inte uppvärmd. Det installerades inte förrän 1878. År 1890 installerades elektriskt ljus.
Kyrkan har en stomme av trä och reveterade ytterväggar som målats i gult.

## Inventarier
- En altartavla från den provisoriska kyrkolokalen hänger på norra väggen. Tavlan har motivet Jesus på korset och är en kopia av en tavla från 1600-talet. Den donerade av Samuel Perman som skulle bli en av stadens ordningsmän bland andra befattningar i Östersunds tidiga historia.[3]
- Från tidigare gudstjänstlokal finns även en psalmtavla som troligen är skuren på 1790-talet.

### Orglar[4]
- Första orgeln invigdes 1849. Den omdisponerades 1888 och ersattes därefter med en ny orgel av Åkerman & Lund 1928. Orgeln hade följande disposition:

| Manual I     | Manual II         | Pedal      | Koppel                     |
| ------------ | ----------------- | ---------- | -------------------------- |
| Borduna 16'  | Violin 8'         | Subbas 16' | II/I                       |
| Principal 8' | Salicional 8'     | Ekobas 16' | I/P                        |
| Gamba 8'     | Voix céleste 8'   |            | II/P                       |
| Fl. harm. 8' | Gedackt 8'        |            |                            |
| Oktava 4'    | Ekoflöjt 4'       |            |                            |
| Trumpet 8'   | Waldflöjt 2'      |            | 1 fri kombination, 4 fasta |
|              | Crescendosvällare |            | Registersvällare           |

- 1976 byggde Hammarbergs Orgelbyggeri AB en ny orgelmed viss återanvändning av äldre pipmaterial.

| Huvudverk I         | Svällverk II      | Pedal        | Koppel |
| ------------------- | ----------------- | ------------ | ------ |
| Principal 8'        | Fugara 8'         | Subbas 16'   | II/I   |
| Rörflöjt 8'         | Gedackt 8'        | Principal 8' | I/P    |
| Spetsflöjt 4'       | Principal 4'      | Borduna 8'   | II/P   |
| Oktava 2'           | Traversflöjt 4'   | Oktava 4'    |        |
| Sesquialtera 2 chor | Waldflöjt 2'      | Posaune 16'  |        |
| Mixtur 4 chor       | Nasat 1 1/3'      | Clarin 4'    |        |
| Trumpet 8'          | Cymbel 3 chor     |              |        |
|                     | Fagott 16'        |              |        |
|                     | Oboe 8'           |              |        |
|                     | Tremulant         |              |        |
|                     | Crescendosvällare |              |        |

## Kyrkklockor
Kyrkan fick sina två klockor 1851. Storklockan har tonen g, och lillklockan är stämd i h.

### Webbkällor
- Svenska kyrkan i Östersund
- Härnösands Stifts Herdaminne av L. Bygdén